# Bataille de Dartsedo
La bataille de Dartsedo est une bataille qui eut lieu en 1701 à Dartsedo, aujourd'hui Xian de Kangding dans la province du Sichuan. C'est un centre marchand important, échangeant principalement les chevaux du Tibet central contre les thés la plaine centrale de Chine depuis la dynastie Song. Elle fut conquise par les Tibétains lors de la transition entre la dynastie Ming et la dynastie Qing, et reprise par la dynastie Qing lors de cette bataille en 1701.

## Contexte
La ville de dartsedo est depuis la dynastie Song, un point important d'échange entre Tibétains et Chinois que l'on l'appelle commerce cha-ma (zh) (茶马贸易 / 茶馬貿易, chá mǎ màoyì, « commerce du thé-cheval »). Du thé venant de différentes régions de Chine y sont alors échangé contre des chevaux venus du plateau tibétain. La province du Sichuan devint alors une importante région productrice de thé. Sous la dynastie Ming ce commerce réduit, le pouvoir chinois y imposant des restrictions, l'utilisant comme un instrument pour contrôler les Tibétains, la production de thé du Sichuan fut réduit de ses deux-tiers par rapport à la dynastie Song. Les Tibétains de plus en plus demandeurs de denrées en provenance de Chine (riz, vêtements, tabac, etc.), prennent le contrôle de la ville, un important lieu d'échange et de commerce, profitant de la chute de la dynastie Ming pour y placer des troupes. En 1696, le contrôle tibétain y est le plus fort.

## Déroulement
La dynastie Qing reprend le contrôle de la ville, lors de la bataille de Dartsedo en 1701. L'empereur y envoie une armée de 20 000 hommes depuis Jingzhou, dans la province du Hubei pour résoudre ce conflit.